# Сыновьям России, воевавшим в Гражданскую войну

Мемориальный комплекс в Севастополе на улице Катерной на берегу Карантинной бухты.

Памятник «Сыновьям России, воевавшим в Гражданскую войну» (другие названия — памятник Примирения в Гражданской войне, памятник 100-летию окончания Гражданской войны) — мемориальный комплекс в Севастополе на улице Катерной на берегу Карантинной бухты. Сооружение было начато в 2018 году, комплекс был открыт 22 апреля 2021 года. Автор композиции — российский скульптор Андрей Ковальчук.
Является первым масштабным мемориалом на территории бывшего СССР, посвящённым тематике Гражданской войны в России.

## История
Изначально памятник предполагалось приурочить к 100-летию Русского исхода, а его торжественное открытие планировалось на 14 ноября 2020 года. По замыслу монумент должен был символизировать историческое примирение красных и белых.
По словам скульптора Андрея Ковальчука, работа над памятником велась три года. Местом расположения мемориала был выбран берег Карантинной бухты напротив музея-заповедника Херсонес Таврический. 20 сентября 2019 года в постамент будущего памятника был заложен первый камень. Основные работы по сооружению памятника велись при участии Российского военно-исторического общества. Стоимость сооружения памятника составила 80 миллионов рублей.
Фактическое открытие монумента было перенесено и состоялось 22 апреля 2021 года. На церемонии открытия памятника присутствовал председатель Российского военно-исторического общества Владимир Мединский.
Моряки Черноморского флота во время церемонии открытия доставили пламя из Владимирского собора Херсонеса, чтобы зажечь вечный огонь на мемориальном комплексе. На рейде Карантинной бухты во время церемонии открытия располагались парусное учебное судно «Херсонес», старейший действующий корабль ВМФ России, спасательное судно «Коммуна», а также сторожевые корабли ВМФ России «Ладный» и «Пытливый», давшие залп салюта в честь открытия памятника.

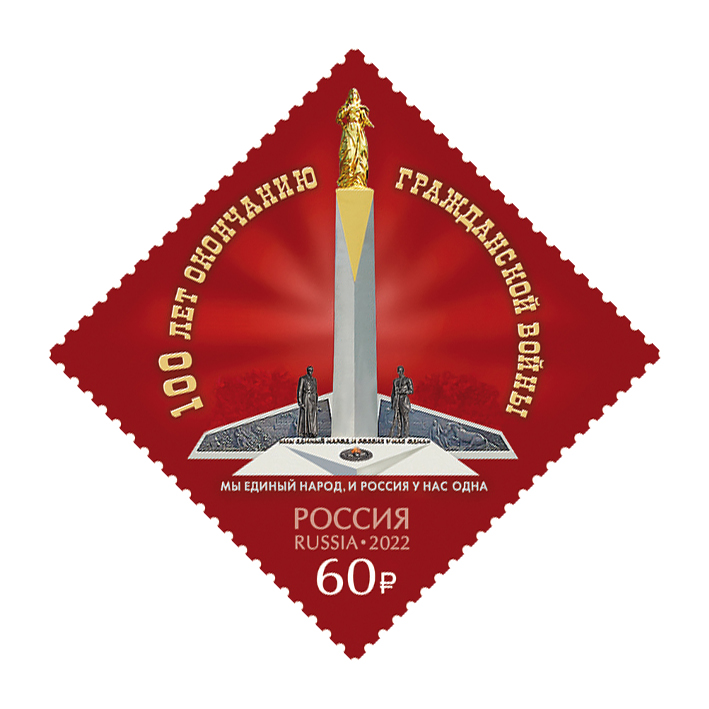
Памятник на почтовой марке, посвящённой столетию окончания Гражданской войны в России

12 июня 2021 года в День России Секретарь Генерального совета партии Единой России Андрей Турчак возложил цветы к памятнику и призвал помнить уроки гражданской войны и не допустить повторения подобных событий.
4 ноября 2021 года у памятника выступил президент России Владимир Путин, поздравивший россиян с днём народного единства, репортажи об этом были показаны всеми центральными телеканалами. В этом мероприятии также приняли участие губернатор Севастополя Михаил Развожаев, полномочный представитель президента в Южном федеральном округе Владимир Устинов и представители национальных обществ Крыма и Севастополя.
Ночью 28 ноября 2023 года в результате сильного шторма фигура красноармейца упала с постамента головой вниз, ниже ступеней и осталась лежать в таком положении. В результате памятнику потребовалась реставрация.

## Композиция

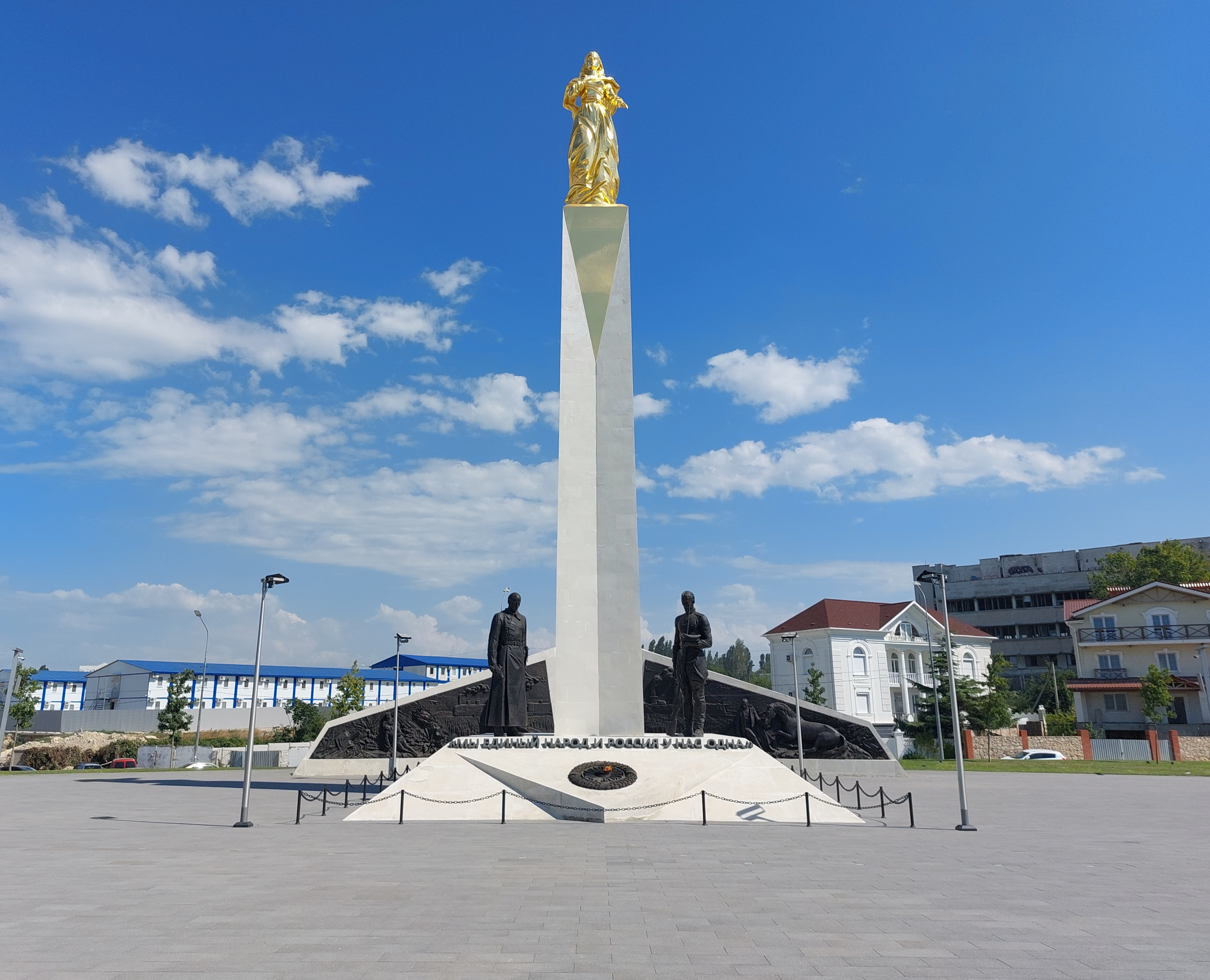
Памятник «Сыновьям России, воевавшим в Гражданскую войну» в 2022 году

В центре памятника расположена стела высотой 25 метров, на вершине которой располагается женская фигура, выполненная из сусального золота, олицетворяющая собой образ матери-России. У основания постамента находятся две бронзовые фигуры — белогвардеец и красноармеец, олицетворяющие двух сынов России. За спинами фигур белогвардейца и красноармейца размещены бронзовые горельефы со сценами Гражданской войны и Русского исхода. Лицевая часть постамента содержит надпись: «Мы единый народ и Россия у нас одна» (фраза является переложением цитаты из речи Владимира Путина Федеральному собранию 1 декабря 2016 года), а с трёх других сторон на монументе высечены стихи Максимилиана Волошина, Марины Цветаевой, Николая Туроверова, посвящённые событиям Гражданской войны.

## Оценки
Президент России Владимир Путин считает, что памятник содержит в себе «пронзительную символику». Губернатор Севастополя Михаил Развожаев отмечает, что памятник содержит в себе много смыслов.
Президент Белоруссии Александр Лукашенко, отреагировав на приглашение Путина посетить памятник в Севастополе, где Лукашенко не был со дня аннексии Крыма Российской Федерацией, сказал: «мне, конечно, хотелось бы и памятник посмотреть. Удивительное чудо, а я, историк, этого не знал: два брата-близнеца, один за Белую гвардию, другой за Красную, воевали. В день примирения это важный памятник».